# Marijn Sterk
Marijn Sterk (Den Haag, 11 juli 1987) is een Nederlands voetballer die doorgaans als verdediger speelt. Hij speelde in het profvoetbal voor FC Volendam en FC Emmen.
Tot de C-jeugd speelde Sterk voor VCS uit Den Haag. In de D1 werd hij gescout door Ajax. In Amsterdam doorliep hij de jeugdteams tot en met Jong Ajax. Hier speelde Sterk tot 2007/08, waarna hij overstapte naar FC Volendam. Sterks profdebuut volgde daar op 27 september 2008 in een wedstrijd tegen PSV. Nadien speelde hij van 2011 tot 2013 bij FC Emmen. Sinds het seizoen 2013/14 komt hij uit voor OFC.

## Carrière
| Periode    | Club        | Wedstrijden | Goals |
| ---------- | ----------- | ----------- | ----- |
| 2008-2011  | FC Volendam | 58          | 0     |
| 2011-2013  | FC Emmen    | 18          | 1     |
| 2013-heden | OFC         |             |       |